# Into the Night (Enforcer)
Into the Night è l'album di debutto del gruppo heavy metal svedese Enforcer, pubblicato il 18 novembre 2008 dalla Heavy Artillery Records.

## Tracce
1. Black Angel – 3:34
2. Mistress from Hell – 3:15
3. Into the Night – 3:14
4. Speed Queen – 3:22
5. On the Loose – 4:23
6. City Lights – 5:53
7. Scream of the Savage – 3:39
8. Curse the Light – 4:08
9. Evil Attacker – 3:37

## Formazione
- Tobias Lindqvist – basso
- Joseph Tholl – chitarra
- Jonas Wikstrand – batteria
- Olof Wikstrand – voce, chitarra